# Franz Böhm von Blumenheim
Franz Böhm von Blumenheim  (* 16. August 1766 in Falkenau an der Eger, Böhmen als Franciscus Antonius Zuber; † nach Juli 1827 in Wien) war ein k.u.k. österreichischer Grenadierhauptmann und Major, der aufgrund seines außergewöhnlichen Mutes und Einsatzes 1816 geadelt wurde.

## Leben
Geboren wurde er als Sohn der unverehelichten Dienstmagd Franziska Zuber (* um 1725 † 22. November 1806 in Falkenau), der Vater entstammte der Falkenauer Bürger- und Senatorenfamilie Böhm.
Aufgrund seiner unehelichen Abstammung war ihm das Erlernen eines Handwerks verwehrt, so dass er 1784 zum Militär ging und in der k.u.k. Armee diente. Er machte die Feldzüge von 1790–92, 1794–96, 1799, 1800, 1805, 1809, 1813 und 1814 mit und zeichnete sich ganz besonders in den Gefechten bei Mons, Charleroi, Landrecy, am Gardasee, bei Rivoli, Lieptingen und Ostrach, Engen, Möskirch, Bieberach, Ochsenhausen und Neuburg an der Donau, dann bei Elchingen, Aspern, Wagram und Znaim, bei Dresden und Leipzig, bei der Belagerung von Besançon und in der Schlacht bei Lyon aus.
Bei der Schlacht von Castiglione am südlichen Gardasee im August 1796 vertrieb er napoleonische Truppen trotz heftigsten Kartätschenfeuers aus ihrer vorteilhaften Stellung und nahm ihnen eine Kanone samt Pulverkarren ab. Dadurch gewann die Haupttruppe Zeit, längeren Widerstand zu leisten. Bei dieser Gelegenheit wurde er schwer verwundet und geriet in Gefangenschaft.

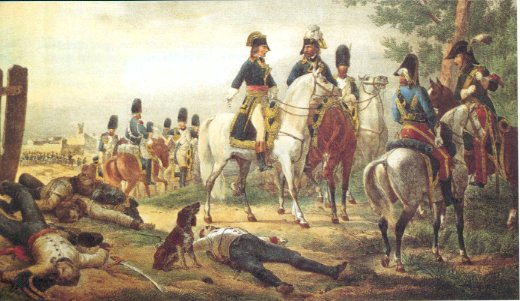
Schlacht von Castiglione 1796

In der Schlacht bei Rivoli im Januar 1797 verließ er trotz einer Verwundung den Kampfplatz nicht, und beim Rückzug von Nördlingen rettete er unter Lebensgefahr eine Fahne. 1805 wurde er Hauptmann und später Grenadierhauptmann im Graf-Erbachschen-Linien-Infanterie-Regiment 42.
Während der Völkerschlacht bei Leipzig 1813 zeichnete er sich erneut durch außergewöhnlichen Mut aus.
Aufgrund dieser Verdienste und seiner mehr als dreißigjährigen Dienstzeit wurde er am 3. September 1816 in den österreichischen Adelsstand erhoben. 1827 lebte er als Major in Pension in Wien.
Franz Böhm heiratete vor 1810 Anna Elisabeth Mayer (* Falkenau 13. Oktober 1781), eine Tochter des Soldaten Christoph Mayer, der später Schneidermeister in Eger geworden ist.
Nachkommen waren 1856 Anton Böhm von Blumenheim (1839/41 Oberleutnant in Jungbunzlau), Major im k.u.k. Infanterie-Regiment 36 und Joseph Böhm von Blumenheim, 1856 k.u.k. Leutnant, sowie Ignaz Böhm von Blumenheim, 1839 Kadett in Jungbunzlau.

## Wappen
Ein silberner Schild mit einer blauen rechten Seite. Im Schilde drei übereinanderstehende sechsblätterige goldbesäumte Rosen mit grünen Spitzen.